# Łomżyńskie Bractwo Historyczne

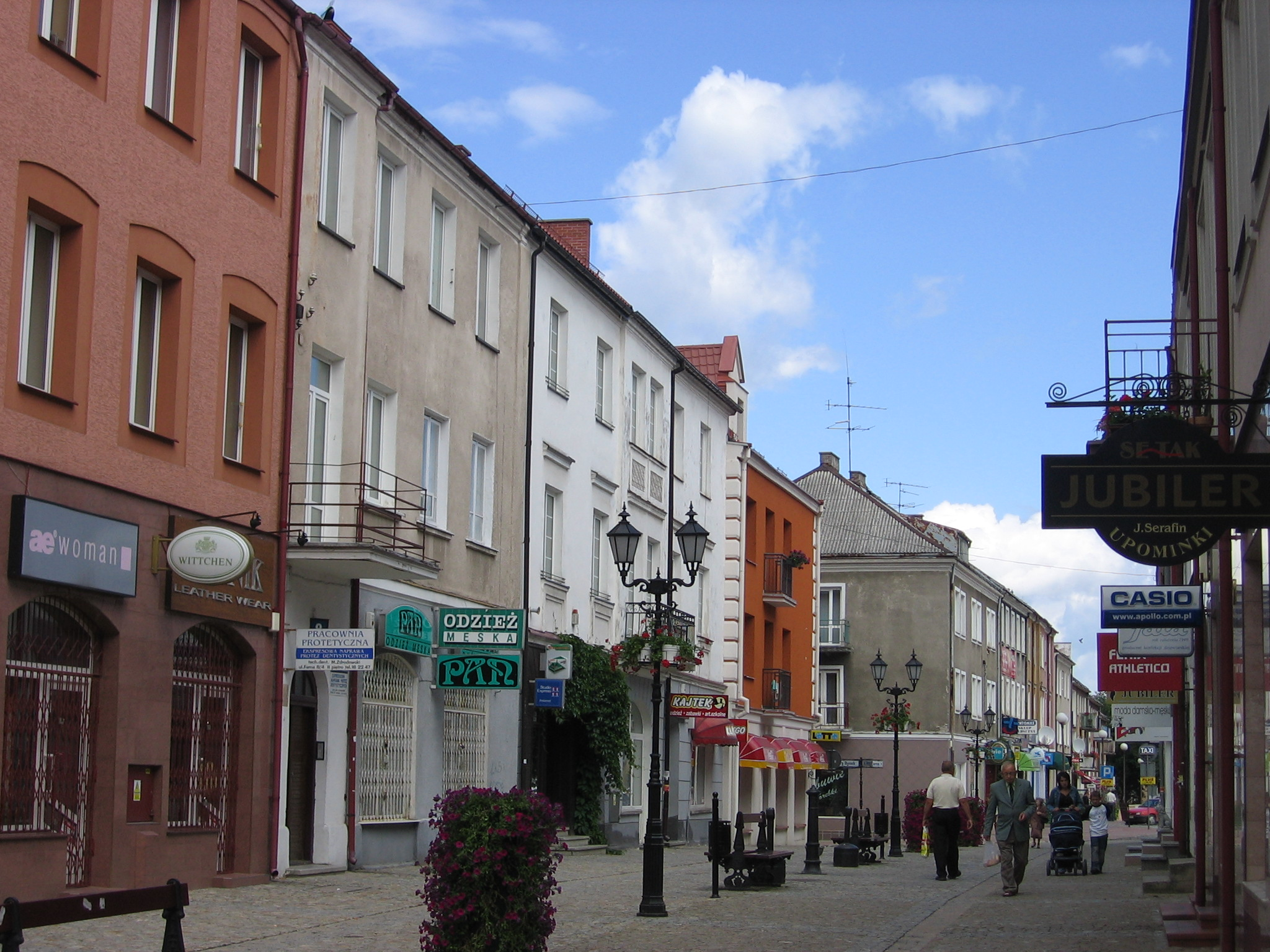
Ulica Farna w Łomży

Łomżyńskie Bractwo Historyczne – zrzeszenie miłośników lokalnej historii i tradycji, którego celem jest badanie, popularyzowanie i rozwijanie wiedzy historycznej dotyczącej dziejów Łomży i historycznej Ziemi Łomżyńskiej oraz krzewienie patriotyzmu lokalnego.
Stowarzyszenie zostało założone 2 września 2011 i zarejestrowane  pod numerem 14 w ewidencji stowarzyszeń zwykłych Prezydenta m. Łomży. Bractwo jest organizacją non-profit, opartą wyłącznie o pracę społeczną swoich członków. Siedzibą i miejscem spotkań członków Bractwa jest sala multimedialna przy ul. Farnej 9.
Akt powołania podpisali i pierwszymi Ławnikami Bractwa zostali Krzysztof Sychowicz, Włodzimierz Chrostowski, Mariusz Patalan, Henryk Sierzputowski, Czesław Rybicki, Jadwiga Serafin i Wojciech Winko. Starszym Bractwa został wybrany badacz kultury i historii regionalnej Czesław Rybicki. Członkowie Bractwa dla swojego w nim udziału zobowiązani są do przestrzegania  Honorowych Zasad Reguły Brackiej
Bractwo prowadzi swoje działania we współpracy z lokalnym i regionalnym samorządem oraz innymi pokrewnymi stowarzyszeniami. Dla celów dokumentacji swojej pracy Łomżyńskie Bractwo Historyczne nawiązało ścisłą współpracę z Serwisem Historycznym Ziemi Łomżyńskiej, którego redaktorem naczelnym jest Henryk Sierzputowski, zaś wydawcą Mariusz Patalan.
Bractwo zajmuje się tworzeniem Multimedialnej Kroniki Ziemi Łomżyńskiej.
.